# دبلیو (مجله)

ژیزل بوندشن روی جلد مجله دبلیو

دبلیو (به انگلیسی: W) مجلهٔ مد آمریکایی است که ماهانه توسط انتشارات کوندی نست (به انگلیسی: Condé Nast Publications) منتشر می‌شود. این مجله برای نخستین بار در سال ۱۹۷۱ توسط جیمز بردی، ناشر مجله پوشاک زنان روزانه انتشار یافت. این مجله در قالب بزرگ با اندازه ۱۰ اینچ × ۱۳ اینچ چاپ می‌شود. مجله دبلیو دارای حدود نیم میلیون خواننده در سراسر جهان است که ۴۹۶٬۰۰۰ نفر از آن‌ها اشتراک سالانه آن را دارند و۸۰ درصد خوانندگان آن زنان هستند.
در سال‌های اولیه، مجله دبلیو بر روی صنایع زیبایی و مد تمرکز داشت و پوشش عمیقی از روندها، پروفایل‌های طراحان و اخبار صنعت ارائه می‌کرد. با گذشت زمان، این مجله دامنه خود را گسترش داد و ویژگی‌هایی در مورد هنر، فرهنگ و افراد مشهور را دربر گرفت.